# Fernand Ciatti
Ferdinand „Fernand“ Ciatti (* 27. März 1912 in Differdingen; † 9. Oktober 1989 in Niederkorn) war ein luxemburgischer Boxer.

## Werdegang
Fernand Ciatti, der für den Boxing Club Esch boxte, nahm an den Olympischen Sommerspielen 1936 in Berlin teil. Im Fliegengewichtsturnier schied er in der ersten Runde gegen den Dänen Kaj Frederiksen aus.